# Clupeoides
Clupeoides là một chi cá cơm thuộc phân họ Cá cơm sông được ghi nhận ở vùng Đông Nam Á. Hiện hành có 04 loài được ghi nhận trong chi này trong đó có loài cá cơm trích Clupeoides borneensis là loài có giá trị kinh tế

## Các loài
- Clupeoides borneensis Bleeker, 1851 Cá cơm trích
- Clupeoides hypselosoma Bleeker, 1866
- Clupeoides papuensis (E. P. Ramsay & J. D. Ogilby, 1886)
- Clupeoides venulosus M. C. W. Weber & de Beaufort, 1912